# Sovrani di Bora Bora
Quello che segue è un Elenco dei monarchi del regno di Bora Bora. Tutti questi sovrani ebbero il titolo di Ari'i rahi.

## Monarchi di Bora Bora
| Immagine | Nome                                                                            | Dinastia  | Nascita - Morte | Inizio del regno | Fine del regno |
| -------- | ------------------------------------------------------------------------------- | --------- | --------------- | ---------------- | -------------- |
|          | Tapoa I (a Raiatea poi a Bora Bora) con Mai (a Bora Bora) e Tefa'aora (a Tahaa) | Bora Bora | 1772-1812       | 1778             | 1812           |
|          | Tapoa II                                                                        | Bora Bora | 1806-1861       | 1812             | 1861           |
|          | Teriimaevarua II                                                                | Pomare    | 1841-1873       | 1860             | 1873           |
|          | Teriimaevarua III                                                               | Raiatea   | 1871-1932       | 1873             | 1895           |